# Udma
Udma is een census town in het district Kasaragod van de Indiase staat Kerala. 

## Demografie
Volgens de Indiase volkstelling van 2001 wonen er 8144 mensen in Udma, waarvan 46% mannelijk en 54% vrouwelijk is. De plaats heeft een alfabetiseringsgraad van 75%. 